# Myzostoma wyvillethompsoni
Myzostoma wyvillethompsoni is een ringworm uit de familie Myzostomatidae.
Myzostoma wyvillethompsoni werd in 1884 voor het eerst wetenschappelijk beschreven door Graff.